# Adrien de Jussieu
Adrien Henri de Jussieu (23. prosince 1797 Paříž – 29. června 1853 Paříž) byl francouzský botanik.

## Život
Byl synem botanika Antoina Laurenta de Jussieu. Po studiích medicíny v Paříži (1824) nahradil svého otce ve funkci vedoucího botaniky v Jardin des Plantes (1826). Jeho diplomová práce byla o pryšcovitých: De euphorbiacearum generibus medicisque earumdem viribus tentamen. Následovaly četné práce o Rutaceae, Meliaceae, Malpighiaceae atd. v roce 1845 se stal profesorem organografie rostlin.
Jeho studia na Lycée Napoléon, které se stalo Lycée Henri IV, ho přivedlo do kontaktu se syny elity Francie 19. století, zejména s Jean-Jacquesem Ampère a Prosperem Mériméem.
Dne 8. srpna 1831 byl zvolen členem Akademie věd, jejímž předsedou se stal v roce 1853. V roce 1839 publikoval svůj Výzkum o stavbě jednoděložných rostlin (francouzsky Recherches sur la structure des plantes monocotylédones) a především svůj Základní kurz botaniky (francouzsky Cours élémentaire de botanique), který využívaly celé generace studentů. Na Přírodovědecké fakultě v Paříži byl Adrien de Jussieu od roku 1835 náhradníkem za Auguste de Saint-Hilaire, docenta a poté řádného profesora rostlinné organografie. V roce 1840 byl jmenován mimořádným profesorem na fakultě. V roce 1850 vystřídal Charlese-Françoise Brisseau de Mirbel ve funkci vedoucího botaniky, anatomie a fyziologie rostlin. Po jeho smrti byla jeho katedra zrušena ve prospěch vytvoření katedry obecné fyziologie. V roce 1845 vydal svou botanickou geografii (francouzsky Géographie botanique).

## Dílo
- 1825 : Monographie générique des rutacées
- 1830 : Mémoire sur le groupe des méliacées
- 1840 : Traité élémentaire de botanique
- 1843 : Monographie des malpighiacées